# Suite sobre temes finlandesos
La Suite sobre temes finlandesos (en rus: Сюита на финские темы Сюита на финские темы) o Set arranjaments de cançons populars finlandeses (Семь обработок финских народных песен) és una suite composta l'any 1939 per a solistes (soprano i tenor) i conjunt de cambra en set moviments pel compositor rus Dmitri Xostakóvitx. El compositor més tard va renegar de l'obra, i la suite no té un número d'opus. Té una durada aproximada de 12 minuts.

## Història
El 1939, abans que les forces soviètiques envaïssin Finlàndia, el secretari del Partit de Leningrad Andrei Jdànov va encarregar una peça de celebració a Xostakóvitx, un tema que s'interpretaria mentre les bandes de música de l'⁣Exèrcit Roig desfilarien per la capital finlandesa Hèlsinki. Xostakóvitx la va acabar de compondre el 3 de desembre de 1939, quan l'Exèrcit Roig avançava al front finlandès i el règim titella de la República Democràtica Finlandesa que s'havia fundat tres dies abans.
L'única font històrica primerenca de la suite és una carta que Xostakóvitx va enviar al seu amic Levon Atovmian el 5 de desembre de 1939. A la carta, Xostakóvitx explica que no va poder anar a Moscou perquè el districte militar de Leningrad havia encarregat una sèrie de cançons populars finlandeses. La data límit era el 2 de desembre, però la va acabar el 3 de desembre.
La data exacta de la comissió és incerta, però segons l'historiador finlandès Ohto Manninen, probablement va ser encarregada el 25 de novembre, encara que no abans del 23 de novembre. No és probable una data anterior, ja que Xostakóvitx va enviar un telegrama el 22 de novembre a Atovmian, on Xostakóvitx estava segur que arribaria a Moscou. La guerra va començar el 30 de novembre de 1939.
Tanmateix, la Guerra d'Hivern va ser una experiència amarga per a l'Exèrcit Roig. L'Exèrcit Roig mai va entrar a Hèlsinki i Xostakóvitx mai reclamaria l'autoria d'aquesta obra. No es va representar fins al 2001.
L'Orquestra de Cambra d'Ostrobòtnia va gravar la suite per a BIS l'any 2002.

## Moviments
1. Energico (orquestral)
2. Taivas on sininen ja valkoinen (El cel és blau i blanc)
3. Lento non troppo (orquestral)
4. Tämän kylän tytöt ovat tilulilulei (Les noies d'aquest poble)
5. Mansikka on punainen marja (La maduixa és una baia vermella)
6. Jos mie saisin jouten olla (Si pogués estar lliure)
7. Minun kultani kaunis on (El meu estimat és bonic)